# Одринска българска девическа гимназия
Одринската българска девическа гимназия „Янко Късъров“ или „Янко Касъров“ е първата българска девическа гимназия в Одринска Тракия. Основана е на базата на училище от 1881 година в град Одрин, където съществува до 1913 година. Гимназията се поддържа от Българската екзархия и от Одринската българска община.

## История
Гимназията е открита през 1894 г. Създадена е на базата на съществуващото дотогава в същата сграда Българско централно основно училище. Сградата е дарена за училище през 1884 година от Христо Касъров, изпълняващ волята на починалия си син Янко Късъров (Касъров) (1835 – 1882), богат търговец, завещал по-голямата част от спечелените от него средства в Румъния за построяване и поддръжка на българско училище в родния му град Одрин. Христо Касъров, дарявайки къщата си за училище, внася и капитал за основаване на благотворителен фонд. Възлага попечителството му на Българската екзархия, която чрез Одринската българска община да поддържа със средства учебното заведение и при необходимост нуждаещите се ученици. Десет години по-късно това училище е трансформирано в девическа гимназия. От 1906 г. тя е пълна седмокласна девическа гимназия. В нея не се допуска търпимост към прояви на елинизма.
Над вратата на сградата, по инициатива на българската община в града, е поставена плоча с надпис „Българското училище „Касъров“. Волята на дарителя годишните лихви на капитала да се превеждат чрез Българската екзархия на Одринската българска община и с тях да се поддържа учебното заведение започва да се изпълнява веднага с образуване на фонда и до Балканските войни (1912 – 1913) лихвите от капитала редовно се превеждат. Екзархията отпуска допълнително средства. 